# Alexander William Williamson
Alexander William Williamson (1 de mayo de 1824 - 6 de mayo de 1904) fue un químico inglés. Se le conoce por sus investigaciones sobre los éteres.

## Biografía
Tras trabajar para Leopold Gmelin en Heidelberg, y para Justus von Liebig en Giessen, se trasladó a París durante tres años para estudiar matemáticas superiores. En 1849 comenzó a dictar clases de química práctica en el University College de Londres, y desde 1855 hasta su jubilación en 1887 ostentó la cátedra de química.
En 1885 fue elegido miembro de la Real Sociedad de Londres, y trabajó como secretario extranjero para la sociedad desde 1873 a 1889. Fue presidente en dos ocasiones de la London Chemical Society, en 1863-1865 y en 1869-1871.

## Investigaciones

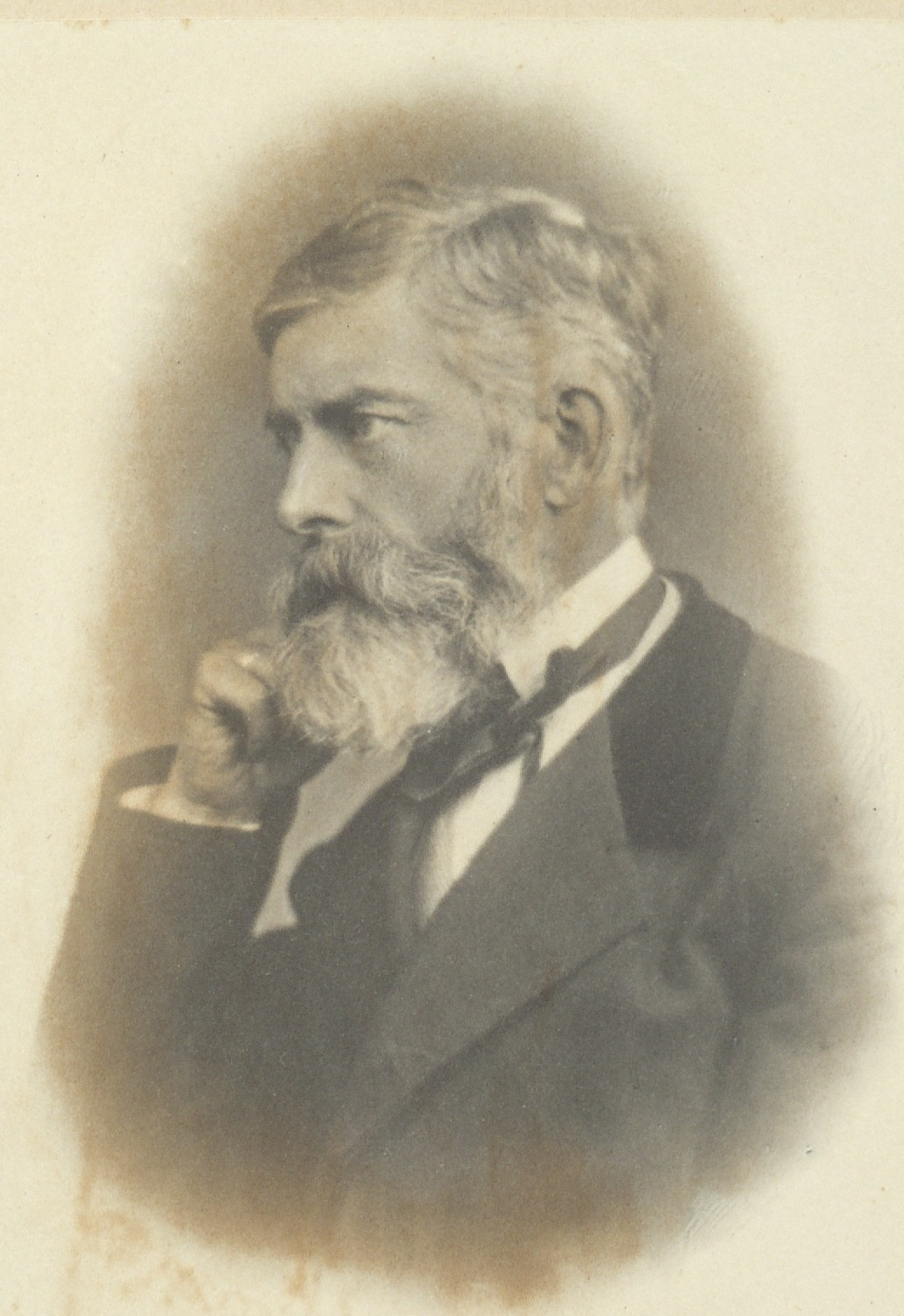
Alexander William Williamson

Fue el primero en explicar el proceso de eterificación y en dilucidar la formación de éter mediante la interacción de ácido sulfúrico y alcohol, proceso conocido como síntesis del éter de Williamson. Consideraba el éter y el alcohol como sustancias relacionadas con el agua, y más tarde introdujo un nuevo tipo para la clasificación de compuestos químicos.
En 1850 sugirió que en un agregado de moléculas de cualquier compuesto existe un intercambio constante entre los elementos contenidos en él. Por ejemplo, en el ácido clorhídrico cada átomo de hidrógeno no permanece parado en yuxtaposición con el átomo de cloro, sino que intercambia su lugar con otros átomos de hidrógeno. Este descubrimiento, en una forma modificada, tuvo una importancia fundamental en la teoría de disociación iónica. Rudolf Clausius sugirió una hipótesis similar de manera independiente sobre la misma década.
En 1862 recibió la medalla Royal entregada por la Real Sociedad de Londres por sus trabajos en la síntesis del éter.

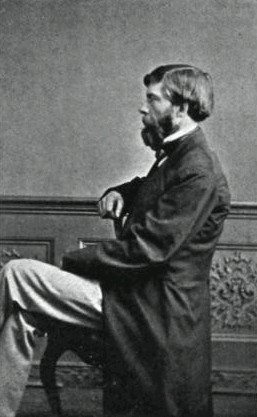
Alexander Williamson.